# Lars Bengtsson Skytte
Lars Bengtsson Skytte, född omkring 1574 och död 1634, var år 1625 ståthållare på slottet Tre Kronor i Stockholm och Uppsala slott, bror till Johan Skytte. 

## Biografi
Lars Bengtsson Skytte föddes som son till borgmästaren i Nyköping, Bengt Nilsson Skräddare och Anna Andersdotter.  Han ingick äktenskap först med Brita Håkansdotter, senare med Anna Posse. Sonen Lars Skytte fick likt farbrodern en framstående akademisk bana.
Omkring 1614 var Lars Bengtsson Skytte borgmästare i Nyköping och bisittare i Svea hovrätt. Troligtvis med anledning av brodern, Johan Skyttes stora inflytande hos konungen, blev denne adlad år 1619 och erhöll i anslutning till detta Sätra gård i donation. Sätra gård upptogs därefter som frälse säteri om ett mantal. År 1622 blev han underståthållare i Stockholm. Samma år upprättade denne ett testamente till förmån för de husfattiga. 
Testamentet från februari 1622 stipulerade att hans stenhus i kvarteret Iphigenia vid Västerlånggatan /  Didrik Ficks gränd (samt senare år 1631 också räntan av sätesgården Sätra med underlydande torp) skulle gå till "de husfattigas uppehälle under hans söners eller dotterbarns föreståndande efter varandra". Testamentet avslutades med orden "Gud till ära och de husfattiga till uppehälle" I samband med Lars Skyttes död 1634 försökte arvingarna förgäves att få detta testamente upphävt.
Hans ätt introducerades 1627 på riddarhuset under namnet Skytte af Sätra.